# Medium Atomic Demolition Munition
Medium Atomic Demolition Munition (MADM) — тактический ядерный боеприпас, разработанный в США во время холодной войны для использования в качестве ядерных фугасов и для других тактических целей, с относительно низкой мощностью взрыва боеголовки W45 от 1 до 15 килотонн. Каждый MADM весил менее 400 фунтов (181 кг). Были развёрнуты в период с 1965 по 1986 год.